# Velet
Velet is een gemeente in het Franse departement Haute-Saône (regio Bourgogne-Franche-Comté) en telt 401 inwoners (2011). De plaats maakt deel uit van het arrondissement Vesoul.

## Geografie
De oppervlakte van Velet bedraagt 6,1 km², de bevolkingsdichtheid is 65,7 inwoners per km².
De onderstaande kaart toont de ligging van Velet met de belangrijkste infrastructuur en aangrenzende gemeenten.

## Demografie
Onderstaande figuur toont het verloop van het inwonertal (bron: INSEE-tellingen).